# Estheria microcera
Estheria microcera là một loài ruồi trong họ Tachinidae.